# Saxifraga androsacea
Saxifraga androsacea es una especie de planta  perteneciente a la familia Saxifragaceae. 

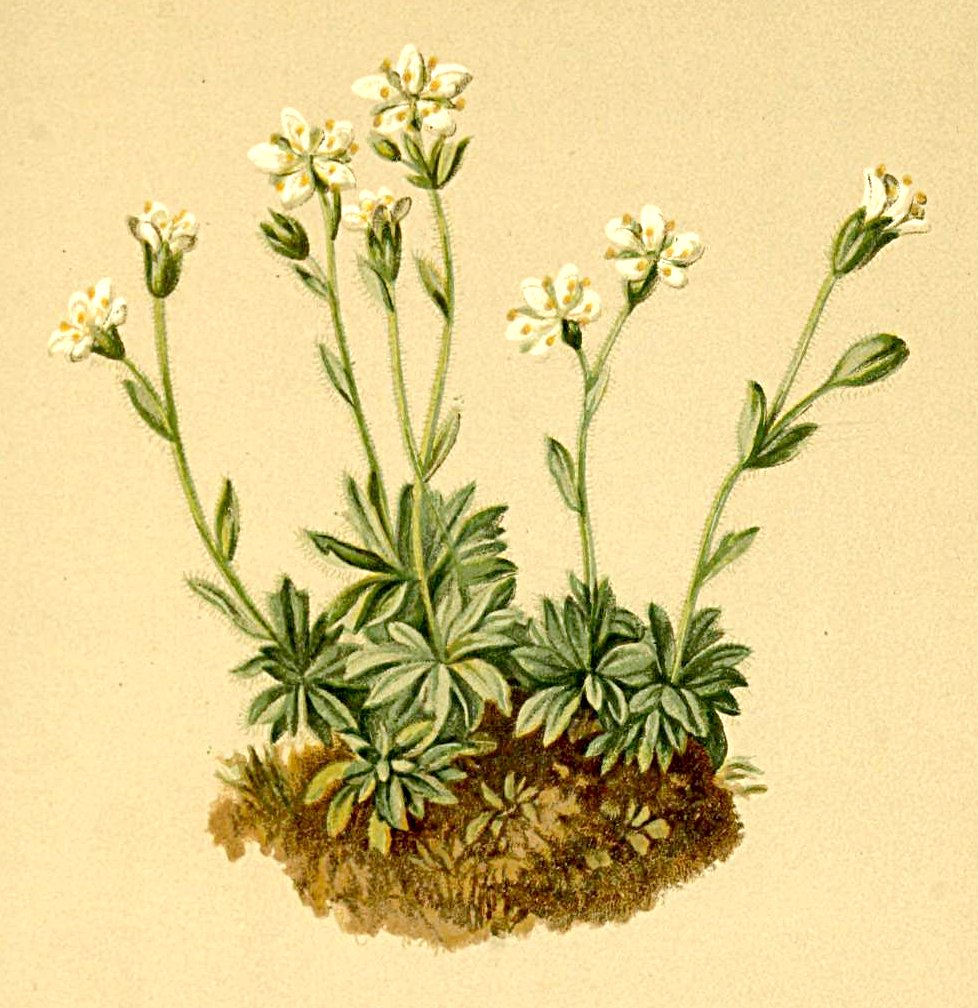
Ilustración

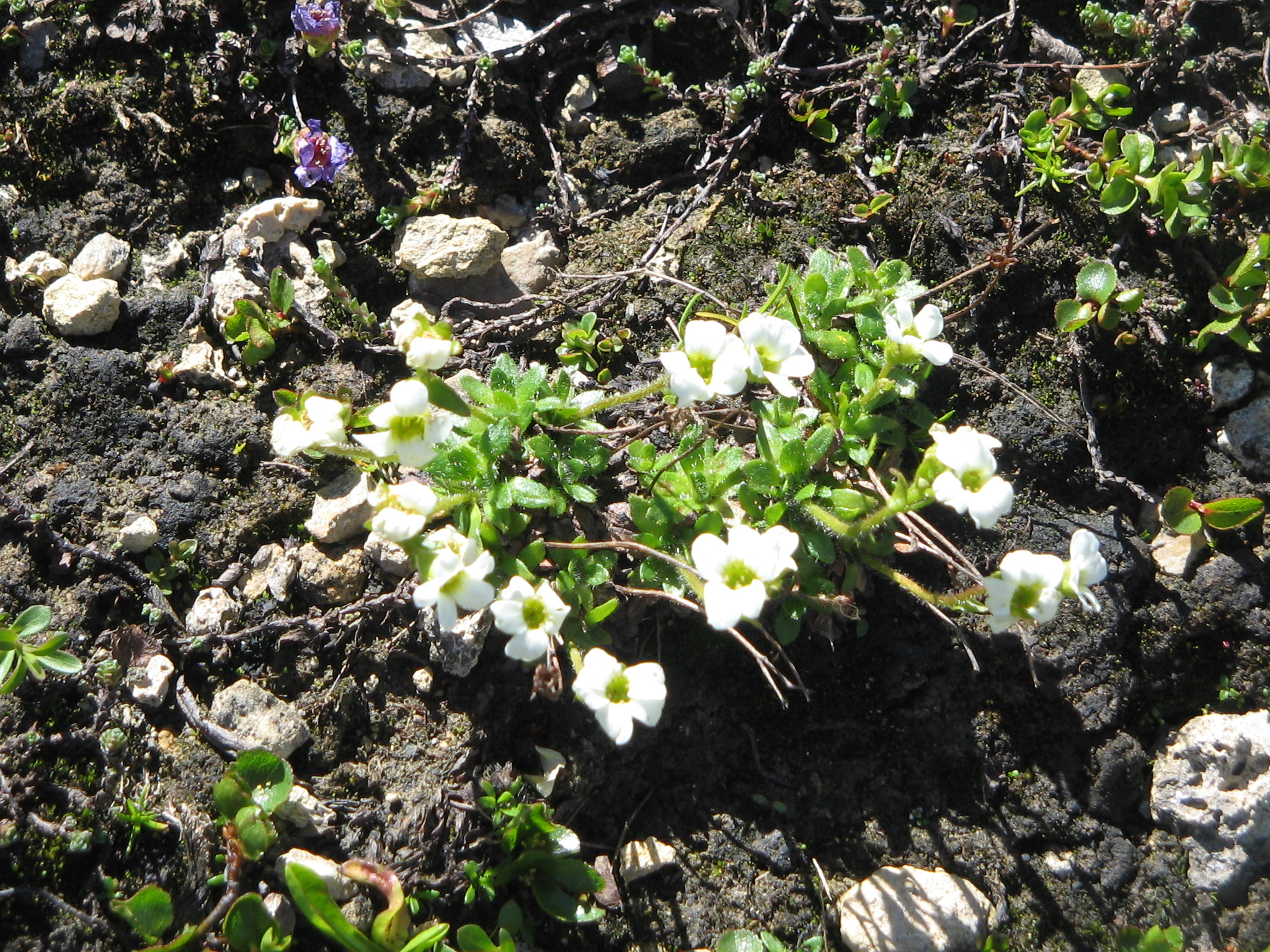
En su hábitat

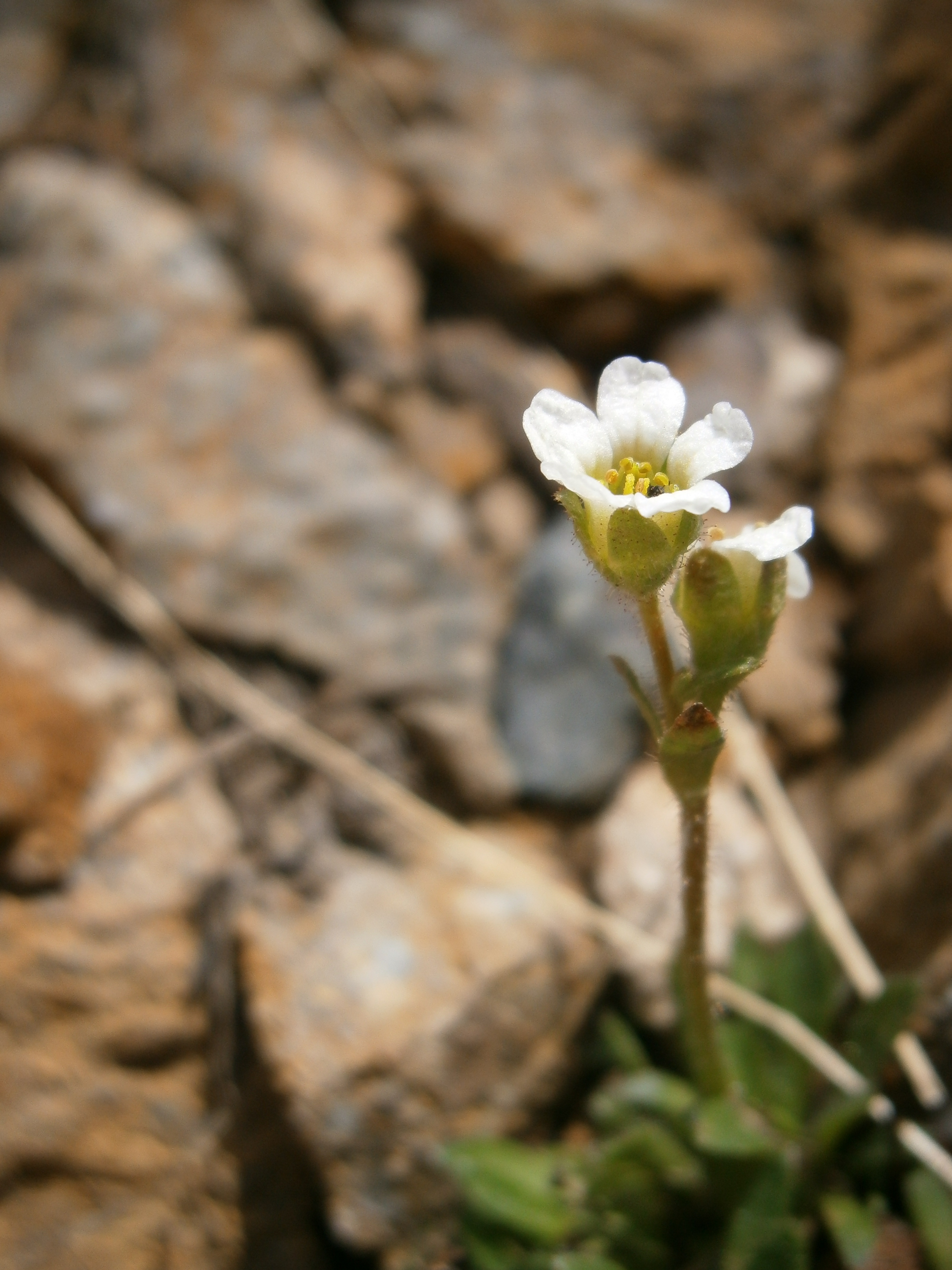
En su hábitat

## Descripción
Es una planta perenne, pequeña, cespitosa, formada por pocas rosetas, con indumento compuesto por glándulas –sésiles y estipitadas– y pelos glandulíferos de hasta 1,5 mm (generalmente de 4-10 células). Tallos floríferos de hasta 10 cm, terminales. Hojas basales (3)5-15(23) x (1)2-3(4) mm, generalmente enteras –a veces con 3 dientes o lóbulos–, tiernas, sin surcos, linear-lanceoladas o linearobovadas, obtusas o apiculadas, con indumento esparcido o denso, principalmente de pelos glandulíferos –de 3-10(15) células–; pecíolo no diferenciado; hojas de los tallos floríferos (0)1-2(3), enteras, las inferiores similares a las hojas basales. Inflorescencia pauciflora, con 1-2(3) flores; brácteas indivisas. Hipanto cubierto de glándulas sésiles o pelos glandulíferos –de (1)3-5(7) células–. Sépalos 2-2,5 mm, elípticos, obtusos. Pétalos 4-6 x 2-3 mm, linear-obovados, ± imbricados, blancos. Ovario casi ínfero. Fruto oblongo. Semillas 0,5- 0,6 x c. 0,4 mm, con micropapilas. Tiene un número de cromosomas de  2n =  112*, 120*; n = 105*.

## Distribución
Se encuentran en roquedos, suelos pedregosos y arenosos, con innivación prolongada, en substrato ácido o básico; a una altitud de  2200-2700(3100) metros en las montañas de Europa y Siberia. En España en los Pirineos centrales y orientales.

## Taxonomía
Saxifraga androsacea fue descrita por Carlos Linneo y publicado en Species Plantarum 1: 399. 1753.
Etimología
Saxifraga: nombre genérico que viene del latín saxum, ("piedra") y frangere, ("romper, quebrar"). Estas plantas se llaman así por su capacidad, según los antiguos, de romper las piedras con sus fuertes raíces. Así lo afirmaba Plinio, por ejemplo.
androsacea: epíteto latino que significa "parecida al género Androsace".
Sinonimia
- Evaiezoa androsacea (L.) Raf.
- Saxifraga multinervis Dulac
- Saxifraga pyrenaica Scop.[4]

Híbridos
- Saxifraga x gentyana
- Saxifraga x melzeri
- Saxifraga x padellae
- Saxifraga x thrinax	?
- Saxifraga x vierhapperi[5]